# Atanasie Demosthene
Atanasie Demosthene (găsit uneori și cu numele Demosthen și prenumele Athanasie) (n. 8 noiembrie 1845, Brăila, Țara Românească – d. 26 mai 1925, București, România) a fost un medic militar român cu gradul de general de divizie, profesor la Facultatea de Medicină din București din anul 1885 și decan al acesteia, titular al catedrei de Medicină operatorie.
A fost una dintre personalitățile medicinei din România.

## Familia și primii ani
Născut la Brăila, viitorul general a urmat gimnaziul în orașul natal și ulterior a absolvit studiile liceale la București. A intrat apoi la Școala Națională de Medicină din Capitală, condusă în acele vremuri de Carol Davila, pe care a finalizat-o în 1870. La vârsta de 25 de ani a fost trimis ca bursier la Facultatea de Medicină din Montpellier, de unde și-a obținut tilul de Doctor în Medicină. A fost primul chirurg militar din România, care, a obținut acest titlu la Montpellier.
A fost un iubitor al muzicii, fiind toată viața înconjurat de prieteni asemenea. Astfel, a alcătuit împreună cu profesorul Grecescu și oculistul colonelul doctor Grigore Petrescu, un terțet de flaut. La rândul său Demosthene avea, conform unei descrieri comemorative din 1929, o minunată voce de bariton.

## Cariera

### Situația Chirurgiei în România

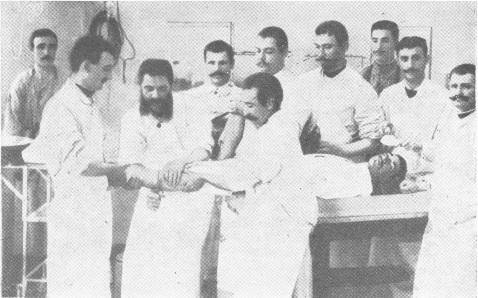
Demonstrație practică a profesorului Demosthene.

Chirurgia operatorie (medicina operatorie) și Anatomia topografică au devenit discipline separate în programa cursurilor Școlii de Medicină și Farmacie în anii 1857-1858, cele două catedre fiind în timp, ulterior, când separate, când unite. Cele două erau la acel moment discipline predominent preclinice, programa de medicină operatorie prevâzând predarea de noțiuni de mică chirurgie necesare primului ajutor, în speță predarea de bandaje și aparate de fracturi. De abia în următoarea perioadă, anatomia topografică și chirurgia operatorie s-au dezvoltat.
Demosthene aparține primei generații a școlii de chirurgie din România, medicii chirurgi abordând în acest context toate disciplinele domeniului, respectiv: chirurgia abdominală, toracică, ortopedică,cranio-vertebrală, ginecologică, pediatrică, buco-maxilo-facială și ORL. De abia odată cu generația următoare de medici chirurgi situația a început să se schimbe, practica chirurgicală tinzând să devină, la fel ca în Occident, specializată.
Asupra medicinei românești, medicina franceză a avut o puternică influență, facultatea de profil din Montpellier, unde a studiat viitorul general, fiind cea care a contribuit cel mai mult, dintre facultățile provinciale franceze, la formarea elitelor medicale românești.

### Începuturile
După finalizarea studiilor în Franța, Demosthene a revenit în România spre a fi repartizat cu gradul de căpitan medic, la un regiment din Galați. În anul  1874 a fost adus de Carol Davila într-un regiment din București. În 1875 a susținut un concurs în urma căruia a devenit medic secundar al spitalelor Eforiei și chirurg la Spitalul de Copii din București până în anul 1877.
În timpul Războiului de Independență, a fost medic șef al Serviciului de Chirurgie de la Spitalul Militar „Regina Elisabeta”, îngrijind răniți de la Grivița. Aici s-a aflat printre primii care au aplicat pansamentul individual, în plăgile de război.
Patru ani mai târziu, în 1881, a fost avansat maior și a reușit să intre prin concurs în cadrul Catedrei de Fiziologie de la Facultatea de Medicină, preluând postul vacant de profesor, rămas liber după plecarea doctorului Obedenaru.

### Apogeul carierei

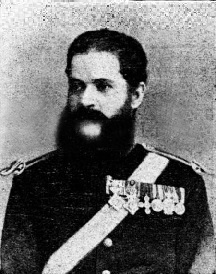
Atanasie Demosthene la 50 de ani.

În 1882 a fost numit chirurg șef la Spitalul Militar Central. A demisionat în 1885 de la Catedra de Fiziologie a Facultății de Medicină bucureștene, pentru a concura și a obține postul de profesor de Medicină Operatorie și Anatomie Topografică, în cadrul aceleiași facultăți. Demosthene a sucedat la catedra de Medicină Operatorie profesorului Constantin Dimitrescu-Severeanu, în 1886, conducând activitatea catedrei aproape 34 de ani. A fost cel care a introdus lucrări practice de medicină operatorie și a îndrumat disciplina pe o cale ,care, a făcut să fie justificată denumirea de chirurgie operatorie.
În 1892, a operat și a vindecat primul caz de abces cerebral traumatic, din România.
În 1894, un studiu efectuat asupra unor leziuni vulnerante făcute de proiectilele puștii Manlicher, aflată în dotarea Armatei României, a fost premiat de Academia de Medicină de la Paris, căreia îi devenise din 1893, membru corespondent. În 1895, 1904 și 1906 a devenit membru corespondent al Societății de Chirurgie din Paris, membru al Societății Internaționale de Chirurgie și respectiv, membrul corespondent al Societății de Medicină Militară din Franța.
Aflându-se printre cei care au realizat potențialul imens de aport în diagnostic al aparatului Röntgen într-un serviciu chirurgical, Dr. Demosthene a contribuit, în 1896, la apariția Radiologiei militare în România.
La 1 aprilie 1905 a devenit Inspector General al Serviciului Sanitar al Armatei, funcție în care a rămas până la 1 aprilie 1908, când s-a retras la pensie. A devenit senator în 1913.

### Ultimii ani
A revenit în anul 1916 în activitate, în timpul Primului Război Mondial, pentru a prelua conducerea Spitalului Militar Central. În urma unui manifest semnat anterior împreună cu alți universitari, împotriva atacării de către Imperiul German a Franței, fiind proscris de germani, s-a refugiat mai întâi în Rusia și apoi în Franța, unde a colaborat cu ceilalți refugiați, pentru sprijinirea României.
A fost decan al Facultății bucureștene de Medicină, a cărei catedră a părăsit-o în 1919. A fost, de asemenea, întemeietor al „Societății a Științifice a Corpului Sanitar Militar Român” și a „Revistei sanitare militare”.

## In memoriam

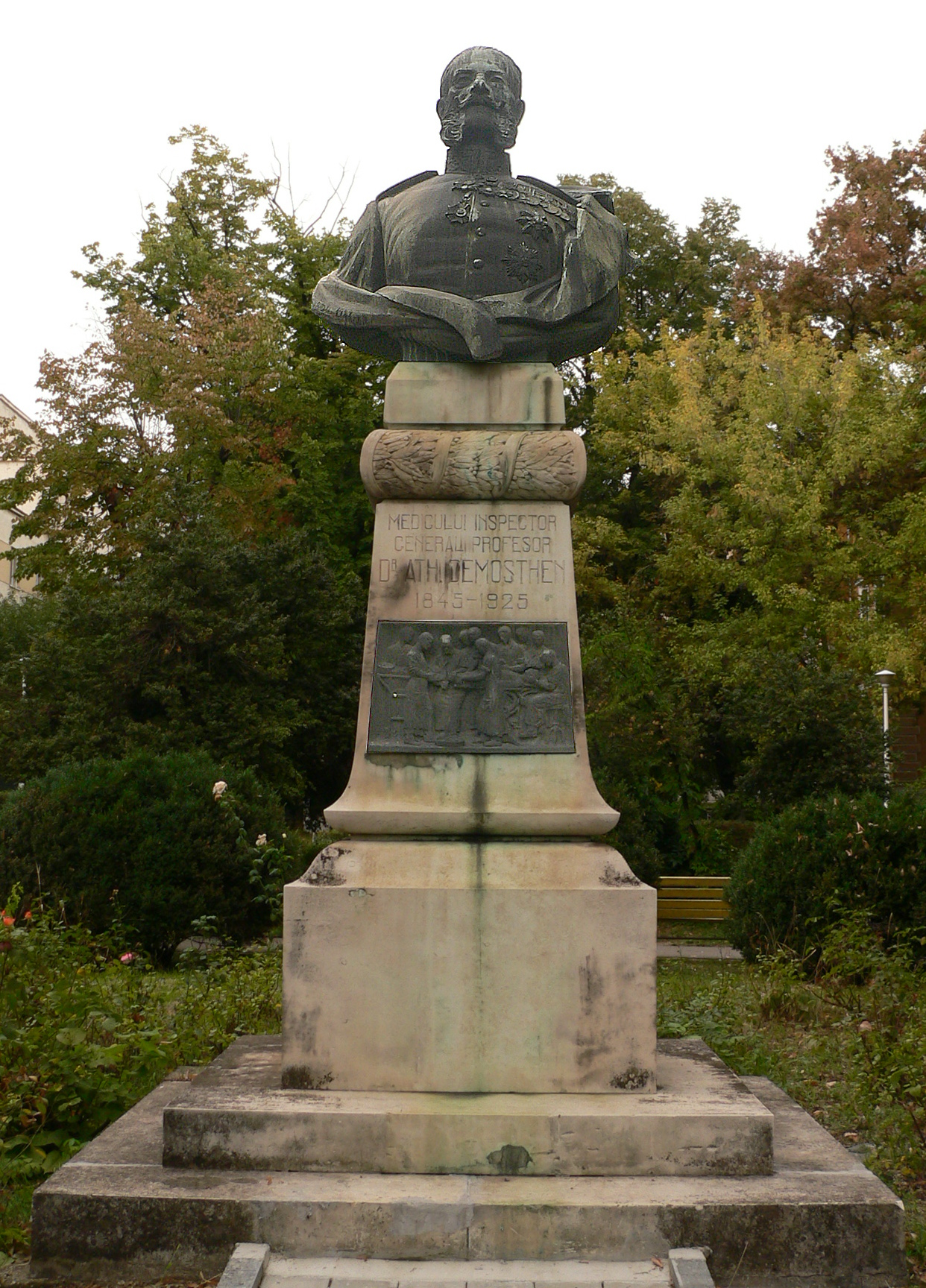
Bustul generalului Demosthene din curtea Spitalului Militar din București.

O stradă din București poartă numele său.
Printre elevii generalului Demosthene s-au aflat Mihail Butoianu, Paul Anghel și Ion Gilorteanu. În onoarea sa, în curtea Spitalului Militar Central din București a fost ridicat un bust de bronz al său, în 1929, datorită demersurilor Profesorului Dr. Butoianu.